# هارتموت بولتس
هارتموت بولتس (بالألمانية: Hartmut Bölts)‏ ولد بتاريخ 14 يونيو 1961 في رودآلبن، ألمانيا، هو دراج ألماني سابق. سبق أن شارك في دورة الألعاب الأولمبية الصيفية.

## روابط خارجية
- هارتموت بولتس على موقع أرشيف الدراجات (الإنجليزية)
- هارتموت بولتس على موقع إحصائيات الدراجات الإحترافية (الإنجليزية)
- هارتموت بولتس على موقع أوليمبيديا (الإنجليزية)